# Juin 1917 (guerre mondiale)
Mai 1917 - Juin 1917 - Juillet 1917
- 8 juin :
  - Devant ses échecs répétés, Luigi Cadorna met un terme à une coûteuse offensive sur l'Isonzo, devant affronter une contre-offensive austro-hongroise victorieuse localement.

- 10 juin :
  - Lancement sur le front italien d'une offensive de rupture sur mont Ortigara : les troupes italiennes essuient un revers en dépit des moyens déployés.

- 12 juin : 
  - Appuyée par des moyens modernes, l'armée belge chasse les Allemands de Kigoma ; cette tête de pont leur permet de prendre pied en Afrique orientale allemande dans le but de faire leur jonction avec les Britanniques.

- 18 juin : 
  - Envoi d'une note austro-hongroise au gouvernement du Reich validant la note finale mentionnant le programme des buts de guerre définis à Kreuznach au mois de mai précédent.

- 19 juin : 
  - Bombardement aérien lancé par l'aviation italienne dans le Tyrol autrichien : 145 avions larguent 5,5 tonnes de bombes sur la 11e armée austro-hongroise, impuissante en raison de la faiblesse des moyens aériens à sa disposition.

- 29 juin : 
  - La Grèce déclare la guerre au Reich et à ses alliés de la quadruplice.

- 30 juin : 
  - Débarquement à Saint-Nazaire des premières troupes américaines.